# Макколи, Дион
Дион Макколи (англ. Deon McCaulay; 20 сентября 1987, Белиз, Белиз) — белизский футболист, нападающий клуба «Джорджия Революшн» и сборной Белиза.

## Карьера
Макколи играл за такие белизские клубы, как «Кремандала», «Белиз», «Белиз Дифенс Форс», «Рэймонд Джентл-Сити Бойз Юнайтед» и «Бельмопан Бандитс», а также в Примере Коста-Рики за «Пунтаренас», в чемпионате Гондураса за «Депортес Савио», в Североамериканской футбольной лиге за клуб «Атланта Силвербэкс».
Игрок сборной Белиза по футболу с 2007 года. Является лучшим бомбардиром своей страны за всю её историю.
На отборочном турнире к Чемпионату Мира по футболу 2014 стал лучшим бомбардиром (наряду с Робином Ван Перси и Луисом Суаресом), забив 11 мячей.